# Comuna de Gródek nad Dunajcem
Gródek nad Dunajcem (polaco: Gmina Gródek nad Dunajcem) é uma gminy (comuna) na Polónia, na voivodia de Pequena Polónia e no condado de Nowosądecki.
De acordo com os censos de 2004, a comuna tem 8842 habitantes, com uma densidade 100,3 hab/km².

## Área
Estende-se por uma área de 88,17 km².